# نيك غراهام
نيك غراهام (بالإنجليزية: Nick Graham)‏ هو لاعب كرة القدم الكندية أمريكي، ولد في 19 يناير 1984 في أوكلاهوما سيتي في الولايات المتحدة.

## وصلات خارجية
- نيك غراهام على موقع مرجع كرة القدم المحترفة.كوم (الإنجليزية)
- نيك غراهام على موقع JustSportsStats.com (الإنجليزية)